# Johann Andreas Graba
Johann Andreas Graba (auch Johann(es) Andreas Grabe(n); * 1625 in Mühlhausen/Thüringen; † 13. Mai 1669 ebenda) war ein deutscher Mediziner.

## Leben und Wirken
Johann Andreas Graba war der Sohn des Kaufmanns in Mühlhausen und Weißensee Liborius Grabe und Anna Elisabeth von Ottera, Tochter des Ratsherrn in Mühlhausen Lucas von Ottera. Nach dem Besuch der Schule in Quedlinburg studierte er ab 1647 Medizin an der Universität Königsberg. Diese verließ er nach 6 Jahren nur mit einem ausgestellten Zeugnis und ließ sich in Erfurt nieder, um zu praktizieren. Gleichzeitig schrieb er sich in die medizinische Fakultät der Universität Erfurt ein, mit der er in einen heftigen Streit geriet. Diese verlangte von ihm, da er keinen Abschluss besaß, sich einer Prüfung zu unterwerfen, um praktizieren zu dürfen. Graba aber hielt sein Zeugnis aus Königsberg für ausreichend und focht mehrere Dekrete der Fakultät erfolgreich an. Die in dieser Zeit entstandenen Streitschriften führten bis zu einem Injurienprozess.
1658 wurde er zum Stadt- und Landphysicus von Erfurt ernannt und schloss im selben Jahre die Promotion an der Universität Gießen ab. In den folgenden Jahren lehnte er mehrere Berufungen als Stadtphysicus in Mühlhausen und Saalfeld ab. 1668 wechselte als Stadtphysicus nach Mühlhausen und war dabei, dem Ruf zum Leibarzt von Ernst I. und als Stadtphysicus von Gotha zu folgen, als er am 13. Mai 1669 starb.
Graba war der Bruder von Sylvester Grabe. Er heiratete im Mai 1659 Anna Christina Avianus, Tochter von Christoph Avianus, mit der er zusammen vier Söhne und eine Tochter hatte. Anna Christina heiratete in zweiter Ehe den Mühlhäuser Arzt Georg Andreas von Reiß und starb 1684 an den Folgen der Pest.
Neben den Streitschriften veröffentlichte Graba auch zahlreiche medizinische Schriften in deutscher Sprache. Am 5. September 1661 wurde er mit dem Cognomen Cephalus in die Academia Naturae Curiosorum, die heutige Leopoldina, aufgenommen.